# .asia
A .asia egy szponzorált internetes legfelső szintű tartomány kód, melyet 2006-ban hoztak létre. Ez alá az oldal alá elsősorban ázsiai cégek, Ázsiával foglalkozó oldalak regisztrálhatnak.